# سيرغي ستيبانينكو
سيرغي ستيبانينكو (بالروسية: Степаненко, Сергей Анатольевич)‏ هو لاعب كرة قدم روسي وكازاخستاني في مركز حراسة المرمى، ولد في 25 يناير 1981 في ستافروبول في روسيا. لعب مع دينامو ستافروبول ونادي أحمد غروزني ونادي طراز ونادي كايرات.